# Ви, Джимми
Джимми Ви (родился 5 ноября 1959 года) — британский актёр и каскадёр. Известен по ролям нескольких монстров докторов и других инопланетян в сериале «Доктор Кто», заменил умершего Кенни Бейкера в роли R2-D2 в фильме «Звёздные войны: Последние джедаи».

## Биография
Ви начал свою карьеру в качестве дублёра/исполнителя трюков для различных маленьких актёров и предоставлял дополнительные услуги в таких фильмах, как «Гарри Поттер и философский камень».
Ви также снялся в роли Чикки, нахального гнома, в Королевском театре Глазго в адаптации «Белоснежка и семь гномов».
В ноябре 2015 года он был выбран на роль R2-D2 в фильме «Звездные войны: Последние джедаи» сменив на этом посту Кенни Бейкера, умершего в августе 2016 года, так как является карликом: его рост составляет 112 сантиметров — такой же, как у Кенни Бейкера, который ранее играл роль R2-D2.

## Фильмография
| Год       |     | Русское название                           | Оригинальное название                    | Роль                                                                     |
| --------- | --- | ------------------------------------------ | ---------------------------------------- | ------------------------------------------------------------------------ |
| 2001      | ф   | Гарри Поттер и Философский камень          | Harry Potter and the Philosopher's Stone | Гоблин                                                                   |
| 2001      | с   | Самая плохая ведьма в Колледже волшебников | Weirdsister College                      | Горгулья                                                                 |
| 2007      | кор | Молокососы                                 | Skins                                    | Диггер                                                                   |
| 2005—2014 | с   | Доктор Кто                                 | Docor Who                                | Мокс Болхун, Космическая Свинья, Баннакаффалатта, Граск, Сковокс Блитцер |
| 2007—2010 | с   | Приключения Сары Джейн                     | The Sarah Jane Adventures                | Карл Злизин, Граск, Крислок, Грос                                        |
| 2008      | кор | Музыка сфер                                | Music of the Spheres                     | Граск                                                                    |
| 2009      | кор | Килтмэн                                    | Kilt Man                                 | Карлик                                                                   |
| 2009      | с   | Пром 13: Доктор Кто Выпускного             | Prom 13: Doctor Who Prom                 | Граск                                                                    |
| 2009      | с   | Из Раксакорикофаллапаториуса с любовью     | From Raxacoricofallapatorius with Love   | Сливин                                                                   |
| 2015      | ф   | Пэн: Путешествие в Нетландию               | Pan                                      | Лофти                                                                    |
| 2015      | ф   | Звёздные войны: Пробуждение силы           | Star Wars: The Force Awakens             | R2-D2                                                                    |
| 2017      | ф   | Звёздные войны: Последние джедаи           | Star Wars: The Last Jedi                 | R2-D2                                                                    |
| 2017      | ф   | Добро пожаловать в Чистилище               | Dark Ascension                           | Злой Гном                                                                |
| 2022      | с   | Ведьмак: Происхождение                     | The Witcher: Blood Origin                | банкир                                                                   |